# Apalocnemis xanthogyna
Apalocnemis xanthogyna är en tvåvingeart som beskrevs av Collin 1933. Apalocnemis xanthogyna ingår i släktet Apalocnemis och familjen Brachystomatidae. Inga underarter finns listade i Catalogue of Life.